# Vulkanische winter

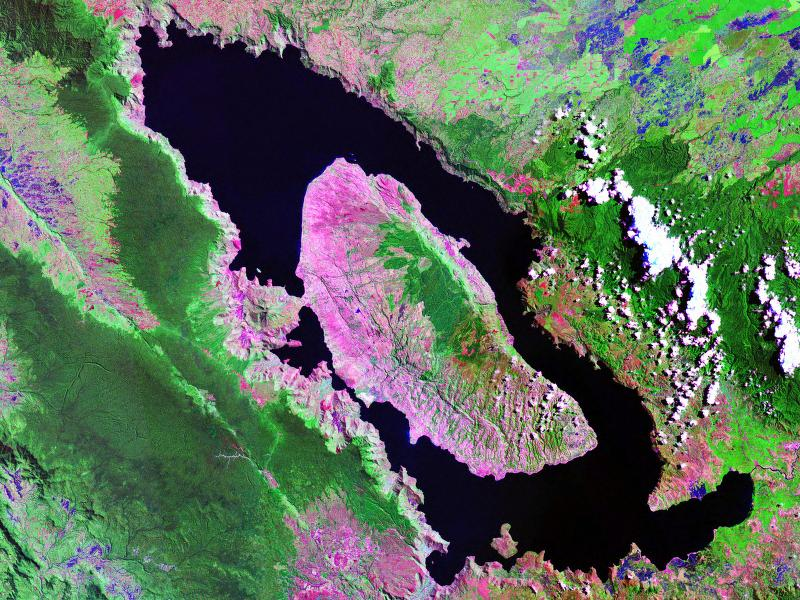
Het Tobameer in Indonesië.

Een vulkanische winter is een daling van de temperatuur op aarde die wordt veroorzaakt door een massale hoeveelheid vulkanische as en druppeltjes zwavelzuur en water. Die uitstoot, na een zware vulkaanuitbarsting, verduistert de zon en verhoogt de albedo van de aarde, waardoor de weerkaatsing van zonnestraling toeneemt.
De langdurige afkoeling is vooral het gevolg van de injectie van zwavelhoudende gassen in de stratosfeer. Die ondergaan een reeks chemische reacties bij het vormen van zwavelzuur, met nucleatie en aerosolen als resultaat. Deze koelen op hun beurt het aardoppervlak af door zonnestraling te weerkaatsen, en warmen de stratosfeer op door de uitstraling van de aarde te absorberen. De variaties in atmosferische opwarming en afkoeling resulteren in veranderingen in de troposferische en stratosferische circulatie.

## Gevolgen
Sommige onderzoekers zijn van oordeel dat een vulkanische winter zoals de Toba-catastrofe de oorzaak kan geweest zijn van een populatieflessenhals: een sterke afname van de populatie van een soort, onmiddellijk gevolgd door een periode van grote genetische divergentie onder de overlevenden. Dergelijke evolutionaire veranderingen treden inderdaad veel sneller op in kleine populaties. De Toba-uitbarsting heeft de menselijke populatie mogelijk teruggebracht tot 15.000 à 40.000 individuen of zelfs minder.

## Historische voorbeelden
De volgende uitbarstingen veroorzaakten naar alle waarschijnlijkheid een vulkanische winter:
- Toba-vulkaan in ca. 72.000 v.C.
- Hekla-vulkaan in 1.000 v.C.
- de vulkanische winter van de jaren 535-536, wellicht veroorzaakt door de Ilopango-caldeira
- de Paektusan in China en Korea in 945 of 946
- Samalas-vulkaan op het eiland Lombok, Indonesië in 1257
- een uitbarsting, mogelijk van de Tarawera in Nieuw-Zeeland, wordt gezien als vermoedelijke oorzaak van de Grote Hongersnood van 1315-1317
- sporen van een vulkanische winter werden gevonden in Antarctica en op Groenland, na een mysterieuze uitbarsting in 1452/1453, mogelijk op Kuwae of op Tofua, Stille Oceaan
- de Huaynaputina, Peru, in 1600
- Laki-vulkaan in IJsland, in 1783
- de Tambora in 1815
- de Krakatau in 1883
- Pinatubo in 1991